# Арві Саволайнен
Арві Мартін Саволайнен (фін. Arvi Martin Savolainen; нар. 24 жовтня 1998) — фінський борець греко-римського стилю, срібний призер чемпіонату Європи, дворазовий чемпіон та срібний призер Північних чемпіонатів, учасник Олімпійських ігор.

## Життєпис
Боротьбою почав займатися з 2004 року. Багаторазовий призер чемпіонатів світу та Європи у молодших вікових групах. В тому числі чемпіон Європи серед юніорів, чемпіон Європи серед молоді та дворазовий чемпіон світу серед молоді.
Виступає за борцівський клуб «Лагден Агкера». Тренер — Тапіо Латта (з 2013).

## Спортивні результати на міжнародних змаганнях

### Виступи на Олімпіадах
| Змагання                    | Збірна    | Вагова категорія                 | Місце |
| --------------------------- | --------- | -------------------------------- | ----- |
| Літні Олімпійські ігри 2020 | Фінляндія | греко-римська боротьба, до 97 кг | 5     |

### Виступи на Чемпіонатах Європи
| Змагання                         | Збірна    | Вагова категорія                  | Місце  |
| -------------------------------- | --------- | --------------------------------- | ------ |
| Чемпіонат Європи з боротьби 2020 | Фінляндія | греко-римська боротьба, до 130 кг | 5      |
| Чемпіонат Європи з боротьби 2021 | Фінляндія | греко-римська боротьба, до 97 кг  | 8      |
| Чемпіонат Європи з боротьби 2022 | Фінляндія | греко-римська боротьба, до 97 кг  | Срібло |

### Виступи на Північних чемпіонатах
| Змагання                            | Збірна    | Вагова категорія                 | Місце  |
| ----------------------------------- | --------- | -------------------------------- | ------ |
| Північний чемпіонат з боротьби 2017 | Фінляндія | греко-римська боротьба, до 98 кг | Срібло |
| Північний чемпіонат з боротьби 2018 | Фінляндія | греко-римська боротьба, до 97 кг | Золото |
| Північний чемпіонат з боротьби 2019 | Фінляндія | греко-римська боротьба, до 97 кг | Золото |

### Виступи на інших змаганнях
| Змагання                                                       | Збірна    | Вагова категорія                 | Місце  |
| -------------------------------------------------------------- | --------- | -------------------------------- | ------ |
| Турнір Германа Каре 2016                                       | Фінляндія | греко-римська боротьба, до 85 кг | 7      |
| Кубок Вантаа з боротьби 2016                                   | Фінляндія | греко-римська боротьба, до 98 кг | 4      |
| Кубок Арво Хаавісто 2016                                       | Фінляндія | греко-римська боротьба, до 98 кг | Бронза |
| Турнір Германа Каре 2017                                       | Фінляндія | греко-римська боротьба, до 98 кг | 7      |
| Кубок Вантаа з боротьби 2017                                   | Фінляндія | греко-римська боротьба, до 98 кг | 7      |
| Кубок Хапаранди з боротьби 2017                                | Фінляндія | греко-римська боротьба, до 98 кг | Золото |
| Кубок Арво Хаавісто 2017                                       | Фінляндія | греко-римська боротьба, до 98 кг | Золото |
| Турнір Германа Каре 2018                                       | Фінляндія | греко-римська боротьба, до 97 кг | Золото |
| Тор Мастерс 2018                                               | Фінляндія | греко-римська боротьба, до 97 кг | Бронза |
| Меморіал Кристьяна Палусалу 2018                               | Фінляндія | греко-римська боротьба, до 97 кг | 5      |
| Гран-прі Німеччини з боротьби 2018                             | Фінляндія | греко-римська боротьба, до 97 кг | 16     |
| Кубок Хапаранди з боротьби 2018                                | Фінляндія | греко-римська боротьба, до 97 кг | 5      |
| Кубок Арво Хаавісто 2018                                       | Фінляндія | греко-римська боротьба, до 97 кг | Золото |
| Турнір Германа Каре 2019                                       | Фінляндія | греко-римська боротьба, до 97 кг | Золото |
| Гран-прі Іспанії з боротьби 2019                               | Фінляндія | греко-римська боротьба, до 97 кг | Золото |
| Гран-прі Німеччини з боротьби 2019                             | Фінляндія | греко-римська боротьба, до 97 кг | Бронза |
| Кубок Арво Хаавісто 2019                                       | Фінляндія | греко-римська боротьба, до 97 кг | Золото |
| Меморіал Маттео Пелліконе 2020                                 | Фінляндія | греко-римська боротьба, до 97 кг | 7      |
| Гран-прі Загреба з боротьби 2021                               | Фінляндія | греко-римська боротьба, до 97 кг | Золото |
| Олімпійський кваліфікаційний турнір з боротьби 2020 (Будапешт) | Фінляндія | греко-римська боротьба, до 97 кг | Золото |
| Кубок Владислава Пітласинські 2021                             | Фінляндія | греко-римська боротьба, до 97 кг | Бронза |
| Турнір Вехбі Емре і Гаміта Каплана 2022                        | Фінляндія | греко-римська боротьба, до 97 кг | Срібло |
| Меморіал Маттео Пелліконе 2022                                 | Фінляндія | греко-римська боротьба, до 97 кг | Бронза |
| Кубок Владислава Пітласинські 2022                             | Фінляндія | греко-римська боротьба, до 97 кг | Бронза |

### Виступи на змаганнях молодших вікових груп
| Змагання                                          | Збірна    | Вагова категорія                 | Місце  |
| ------------------------------------------------- | --------- | -------------------------------- | ------ |
| Північний чемпіонат з боротьби серед кадетів 2014 | Фінляндія | греко-римська боротьба, до 76 кг | Срібло |
| Північний чемпіонат з боротьби серед кадетів 2015 | Фінляндія | греко-римська боротьба, до 85 кг | Золото |
| Чемпіонат Європи з боротьби серед кадетів 2015    | Фінляндія | греко-римська боротьба, до 85 кг | Срібло |
| Чемпіонат світу з боротьби серед кадетів 2015     | Фінляндія | греко-римська боротьба, до 85 кг | Бронза |
| Чемпіонат світу з боротьби серед юніорів 2016     | Фінляндія | греко-римська боротьба, до 96 кг | 8      |
| Північний чемпіонат з боротьби серед юніорів 2017 | Фінляндія | греко-римська боротьба, до 96 кг | Золото |
| Чемпіонат Європи з боротьби серед юніорів 2017    | Фінляндія | греко-римська боротьба, до 96 кг | Золото |
| Чемпіонат світу з боротьби серед юніорів 2017     | Фінляндія | греко-римська боротьба, до 96 кг | Бронза |
| Чемпіонат Європи з боротьби серед юніорів 2018    | Фінляндія | греко-римська боротьба, до 97 кг | Бронза |
| Чемпіонат світу з боротьби серед юніорів 2018     | Фінляндія | греко-римська боротьба, до 97 кг | Золото |
| Чемпіонат Європи з боротьби серед молоді 2018     | Фінляндія | греко-римська боротьба, до 97 кг | Бронза |
| Чемпіонат Європи з боротьби серед молоді 2019     | Фінляндія | греко-римська боротьба, до 97 кг | Золото |
| Чемпіонат світу з боротьби серед молоді 2019      | Фінляндія | греко-римська боротьба, до 97 кг | Золото |
| Чемпіонат світу з боротьби серед молоді 2021      | Фінляндія | греко-римська боротьба, до 97 кг | Бронза |